# Triple Erreur
 (août 2022).
Si vous disposez d'ouvrages ou d'articles de référence ou si vous connaissez des sites web de qualité traitant du thème abordé ici, merci de compléter l'article en donnant les références utiles à sa vérifiabilité et en les liant à la section « Notes et références ».
Triple Erreur (Trilogy of Error) ou Si tu donnes un pouce… au Québec, est le 18e épisode de la saison 12 de la série télévisée d'animation Les Simpson.

## Synopsis
Cet épisode montre le premier jour de printemps que passent Homer, puis Lisa et Bart. Homer se fait couper le pouce (à cause de sa gourmandise) par Marge, Lisa rate le bus et se trompe d'école (Springfield ouest) et Bart accompagné de Milhouse découvrent de la contrebande de feux d'artifice et rencontrent des problèmes avec la mafia. Mais à la fin c'est justement la mafia qui va résoudre tous les problèmes…

## Les 3 erreurs
- 1re erreur (de Marge) : Avoir coupé accidentellement le pouce de Homer.
- 2e erreur (de Lisa) : Avoir demandé à Krusty de la conduire à l'école élémentaire sans préciser laquelle.
- 3e erreur (d'Homer) : Avoir versé de la bière dans le robot de Lisa.